# Cooper Car Company
Cooper Car Company va ser un constructor anglès de cotxes amb la seu inicial a Surbiton. Va fabricar també monoplaces per competicions automobilístiques que van arribar a disputar curses a la Fórmula 1.

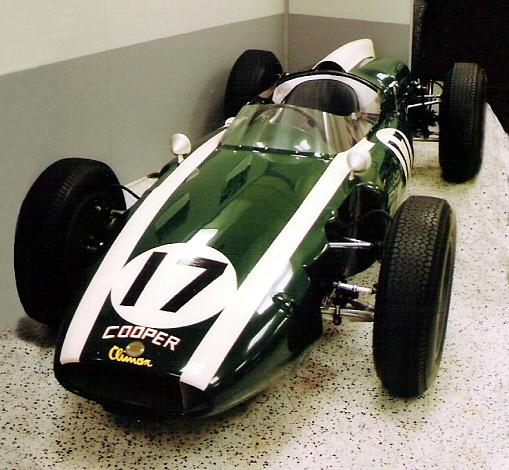
Cooper-Climax T53 de F1.

Va ser fundada el 1946 per Charles Cooper i el seu fill John Cooper.
Els monoplaces equipats per Cooper van guanyar 64 de les 78 curses disputades a la Fórmula 3 entre 1951 i 1954. Aquest domini aclaparador va fer famós l'equip i va fer que l'equip desenvolupes monoplaces per les categories superiors.
Va competir al campionat del món de la Fórmula 1 de forma privada, sense representació oficial de la fàbrica, amb pilots com Stirling Moss, Peter Collins, Jim Russell, Ivor Bueb, Ken Tyrrell i Bernie Ecclestone).
Van disputar 129 curses de Fórmula 1, aconseguint la victòria en 16 de les curses.
Després de la mort del seu pare, John Cooper va decidir vendre l'empresa a Chipstead Motor Group a l'abril de 1965.
L'any 2000 Michael Cooper, net de Charles i fill de John, va continuar la saga creant John Cooper Works, empresa que va acabar essent adquirida per BMW l'any 2008.
Encara avui dia se segueixen fabricant cotxes amb el llegat de Cooper, com el famós Mini Cooper.

## Palmarès a la F1
- Curses: 129
- Victòries: 16
- Primera victòria: Gran Premi de l'Argentina del 1958
- Ultima victòria: Gran Premi de Sud-àfrica del 1967